# Långtjärnen (Grythyttans socken, Västmanland)
Långtjärnen är en sjö i Hällefors kommun i Västmanland och ingår i Göta älvs huvudavrinningsområde. Sjön är 9 meter djup, har en yta på 0,028 kvadratkilometer och befinner sig 191 meter över havet.